# Guayabero
Guayabero fou una regió de Colòmbia, al departament de Vaupés, on el 1953 es van establir els guerrillers comunistes del Partit Comunista de Colòmbia que van governar la comarca fins que foren expulsats per l'exèrcit el 1964. El govern la va considerar una de les «repúbliques independents» de signe comunista establertes aquells anys a Colòmbia.